# Ван Альбада (лунный кратер)
Кратер Ван Альбада (нидерл. van Albada) — лунный ударный кратер, ранее известный под названием «Озу A». В 1976 году Международный астрономический союз присвоил кратеру новое имя, в честь нидерландского астронома Гале Бруно ван Альбады (1912—1972).

## Расположение
Кратер располагается недалеко от юго-восточного края Моря Кризисов и к северо-северо-востоку от большего по размерам кратера Фирмик. Соприкасается с юго-юго-восточной границей кратера Озу. Прямо на восток от кратера Ван Альбада располагается кратер Крог. На юго-востоке от кратера находится Море Волн, на юго-западе — Озеро Настойчивости. Селенографические координаты центра кратера — 9°22′ с. ш. 64°21′ в. д. / 9,36° с. ш. 64,35° в. д.

## Описание
Диаметр этого кратера — около 23 км. Он имеет не совсем правильную круглую форму с небольшой выпуклостью на северо-западе. Кроме того, его восточную границу нарушает кратер диаметром 12 км, и их общая ширина (с востока на запад) — 30 км. Внутренняя стенка кратера немного выше на севере, возможно, из-за того, что именно там он соприкасается с внешним валом кратера Озу. Грунт внутри кратера темнее, чем снаружи: его альбедо совпадает с альбедо Моря Кризисов на северо-западе.
Кратер обладает очень чётким валом, без террас и обрушений. Высота вала над окружающей местностью — около 800 м, объём кратера — около 270 км³. Дно неровное, но без горок и центрального пика. Лучевая система также отсутствует. Выходов лавы не отмечено. Кратер располагается на материке. Глубина кратера составляет около 3,94 км.

## Сателлитные кратеры
Отсутствуют.